# Сас, Эмеше
Эмеше Сас (венг. Emese Szász; род. 7 сентября 1982, Будапешт) — венгерская фехтовальщица на шпагах, чемпионка летних Олимпийских игр 2016. Призёр чемпионатов мира по фехтованию 2005, 2006, 2010 и 2013 годов, многократный призёр чемпионатов Европы. Обладатель Кубка мира по фехтованию 2010 и 2014 годов.